# Erik Valdemarsson
Erik Valdermasson (né en 1272 - mort en 1330)  est un prince suédois, fils du roi Valdemar Ier de Suède et de la reine Sofia.

## Biographie
Erik Valdemarsson nait en 1272 deux ans avant que son père ne soit chassé du trône par ses frères à la suite des scandales de sa vie privée.
Le jeune prince était par son père un prétendant sérieux au trône de Suède et il avait par sa mère des droits à la couronne de Danemark comme héritier du roi Éric IV de Danemark.
C'est pour cette raison qu'il fut comme son père emprisonné en Suède avant l'avènement du roi Birger de Suède et libéré seulement en 1302.
Il se retire alors en Norvège auprès de son cousin-germain le roi Håkon V de Norvège avec son autre cousin le duc Erik Magnusson. Il devient chevalier et membre du Conseil Royal de Norvège en 1308. Après la guerre entre les ducs Erik Magnusson et Valdemar Magnusson et le roi Birger de Suède, il revient en Suède. Il figure encore parmi les conseillers du roi Magnus IV de Suède en 1322.

## Postérité
Erik Valdemarsson épousa Ingeborg, fille de Knut Jonsson, dont :
- Valdemar, dont la descendance s'éteint avec son fils Erik mort en 1396.

## Sources
- Corinne Péneau, Erikskrönika, Paris, Publications de la Sorbonne, 2005, 258 p. (ISBN 978-2-85944-524-9, OCLC 60760032, lire en ligne)